# Сонце низенько
«Сонце низенько, вечір близенько» — українська народна пісня родинно-побутового циклу. Широкому загалові найбільш відома як "Арія Петра" з опери «Наталка Полтавка» (обробка слів Івана Котляревського, музики — Миколи Лисенка) вперше поставленій у 1819 році. Існує декілька варіантів автентичного народного тексту. Як підкреслює Історичне Радіо, версія Миколи Лисенка нині вважається канонічною, тому що "найбільш вдало сполучає народний мелос із прийомами і традиціями академічної музики". 

## Аналіз пісні
Пісня “Сонце низенько” побудована у формі діалогу двох закоханих. Оспівує кохання парубка та дівчини, які чекають вечора, щоб зустрітися. Головне у стосунках молодих людей — вірність та чесність, ніжність, Хлопець називає дівчину «мої серденько», дівчина — «мій голубочку». їхні почуття глибокі, такі, що закохані не уявляють собі життя одне без одного. У пісні є характерні вигуки, пестливо-зменшувальні слова та інші засоби виразності.

## Історія пісні
Наталка Полтавка була написана Іваном Котляревським 1819 року і поставлена у Полтавському театрі. Опублікована була тільки у 1838 році у Харкові  Ізмаїлом Срезневським. П'єса виконувалась з народною українською музикою опрацьованою різними композиторами, серед яких Адам Барцицький, Алоїз Єдлічка, Опанас Маркович, Микола Васильєв, Володимир Йориш та інші. Однойменна опера Миколи Лисенка, написана за мотивами п'єси і вперше поставлена 1889 року, стала класикою українського оперного мистецтва.
Пісня Петра «Сонце низенько» дуже подібна до народних варіантів пісень, надрукованих в збірниках М. Максимовича та П. Чубинського, але порівняння цих пісень з піснею Котляревського показує, що пісня в «Наталці Полтавці» є оригінальним твором автора. «Котляревський взяв від народної пісні навіть не мотив, не тему і не форму, а тільки заспів, певний фольклорний прийом поетичного паралелізму, і написав оригінальну пісню, що є, власне, монологом Петра». Заради посилення мелодраматичної характерності Котляревський переробляє фінал пісні:
|  | Ой, як я прийду, Тебе не застану, Згорну я рученьки Згорну я білії Та й нежив стану... |

## Цікаві факти
Пісня «Сонце низенько, вечір близенько» включена до обов’язкової програми предмету українська література 9 класу.

## Виконання
- Пісня «Сонце низенько» у виконанні Івана Козловського
- Пісня «Сонце низенько» у виконанні Анатолія Солов'яненка
- Пісня «Сонце низенько» у виконанні Кубанського козачого хору
- Пісня «Сонце низенько» у виконанні Тріо Маренич